# Ary Scheffer

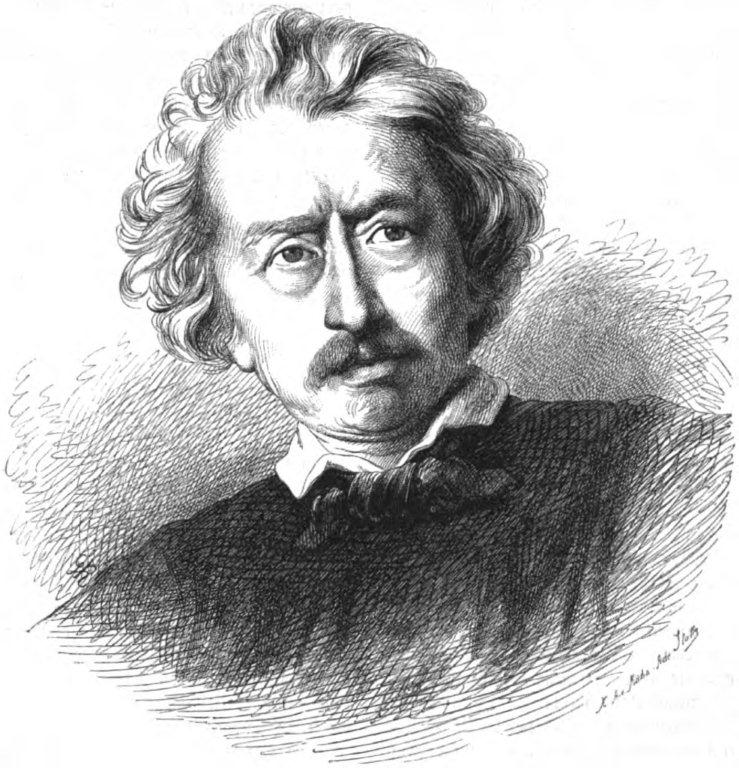
Ary Scheffer. Grafik von G. Kühn und F. Ade.

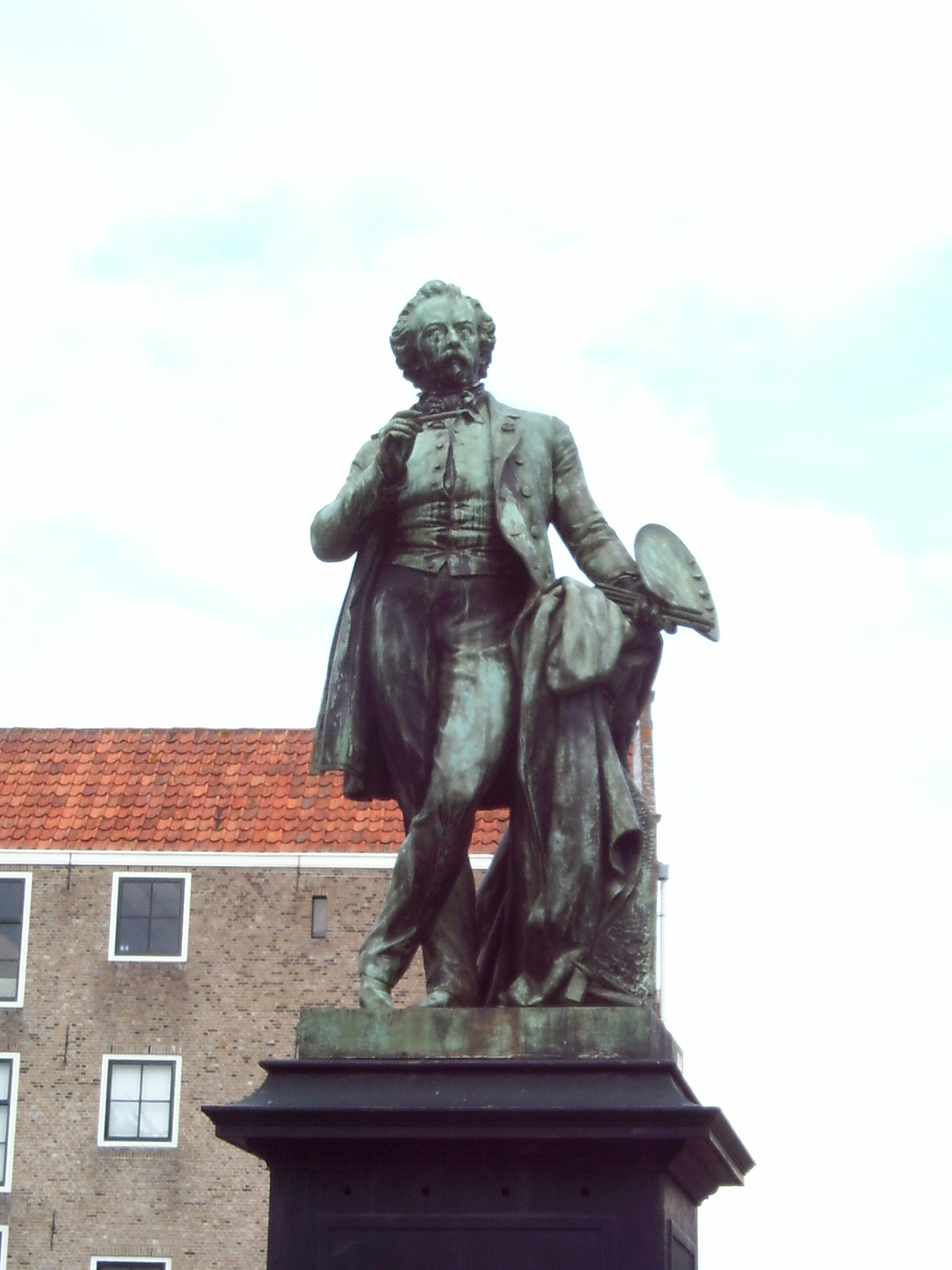
Standbild des Künstlers in Dordrecht

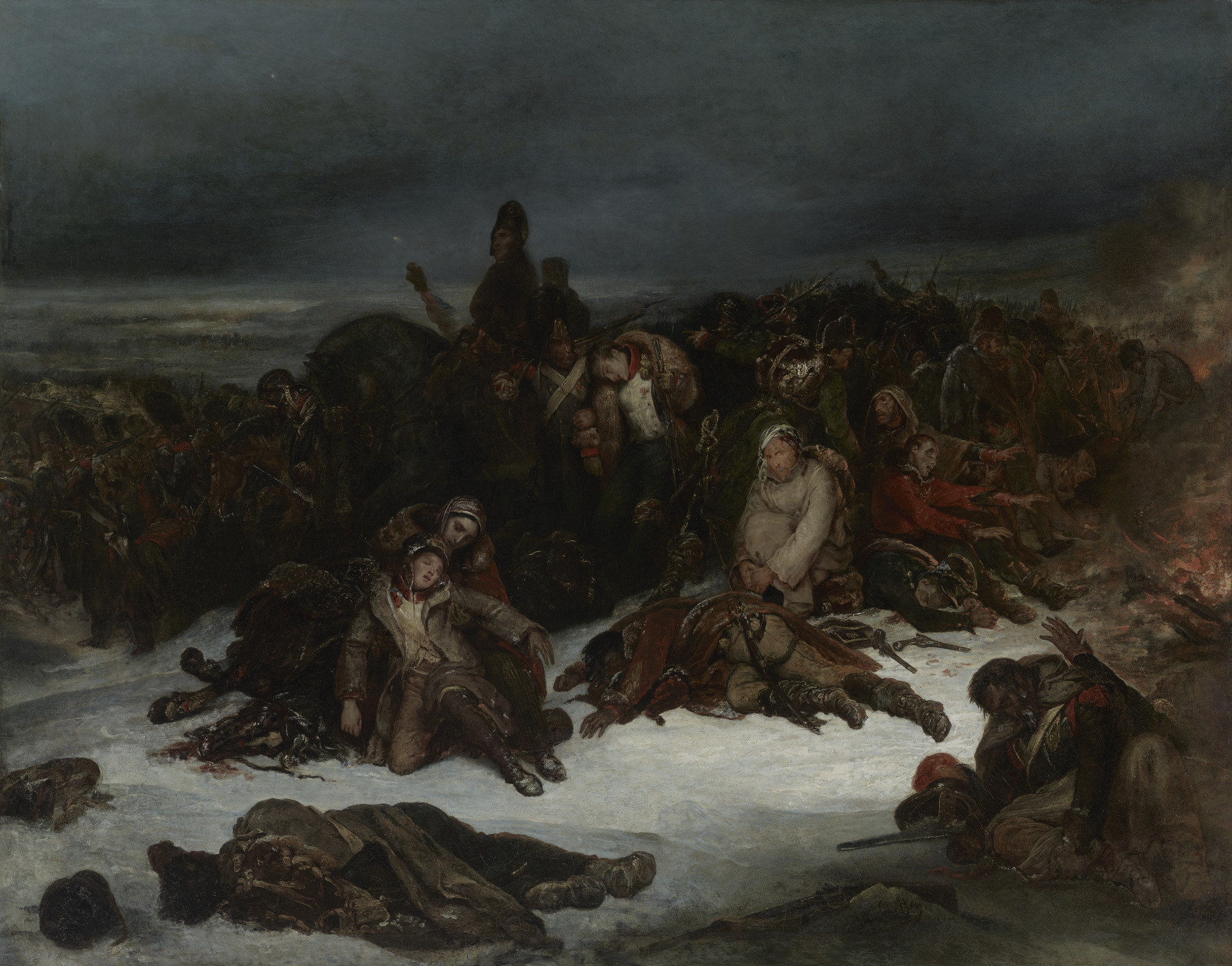
A. Scheffer: Rückzug der Armee Napoleons aus Russland 1812 (1826, Yale University Art Gallery)

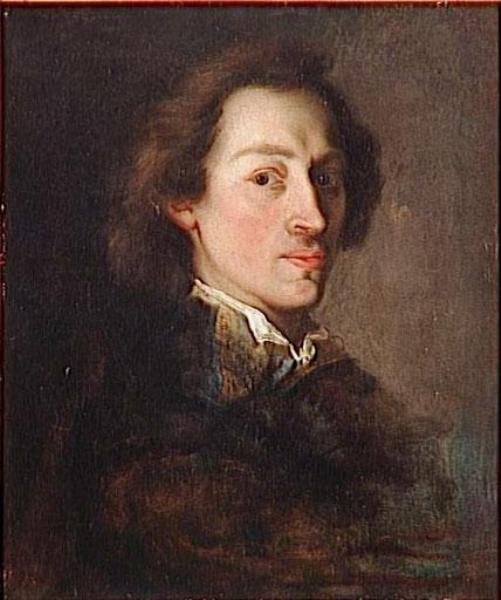
A. Scheffer: Porträt von Frédéric Chopin (1847)

Ary Scheffer (* 10. Februar 1795 in Dordrecht, Batavische Republik; † 15. Juni 1858 in Argenteuil, Kaiserreich Frankreich) war ein französischer Maler niederländischer Herkunft.

## Leben
Ary Scheffer war der Sohn des Malers Jean-Baptiste Scheffer (1765–1809) und dessen Ehefrau, der Miniaturmalerin Cornelia Lamme. Der Maler Henry Scheffer war sein Bruder. Scheffer kam mit seiner Familie 1797 nach Den Haag und lebte in den Jahren 1808 bis 1810 in Amsterdam.
Mit 17 Jahren  zog Scheffer 1812 nach Paris und wurde dort Schüler von Baron Pierre Narcisse Guérin. In dessen Atelier wurde Scheffer auch von Guérins Schülern Théodore Géricault und Eugène Delacroix in seinem Stil beeinflusst. Mit seinem Bild Aufopferung der Bürger von Calais gab er sein Debüt im Salon von 1819. Bekannt wurde er vor allem durch historische Szenen und seine Porträts, die oft in gedämpften, freudlosen Farben gehalten waren. Diese Werke sind der französischen Romantik zuzurechnen. Obwohl Protestant, wandte Scheffer sich seit Mitte der 1830er Jahre religiösen Sujets zu, wobei er hellere Pastelltöne und eine idealisierende Darstellungsweise verwendete.
1850 wurde Scheffer in Frankreich eingebürgert. Im Alter von 63 Jahren starb Ary Scheffer am 15. Juni 1858.
Die Bildhauerin Cornélia Scheffer (29. Juli 1830 in Paris † 20. Dezember 1899 ebd.) ist seine Tochter.
Ein Schüler war Frédéric Auguste Bartholdi, der die Freiheitsstatue in New York schuf, ein anderer der Schweizer Auguste-Henri Berthoud.
Scheffers Pariser Wohnhaus ist heute das Musée de la Vie romantique. Fast der gesamte Nachlass des Künstlers wird im „Museum Ary Scheffer“ in Dordrecht aufbewahrt. Die Stadt errichtete ihm 1862 ein Denkmal.

## Medaillenporträts
- Bronzegußmedaille, 135 mm, Medailleur: Pierre Jean David d’Angers (1788–1856). Literatur: Svarstad 832
- Bronzemedaille, 58 mm, Medailleur: Johan Philip van der Kellen (1831–?). Vorderseite: ARY SCHEFFER GEB. TE DORDRECHT 17 FEB. 1795 <> OVERLEDEN TE ARGENTEUIL 15 JUN. 1858 -- Büste mit Kragenansatz nach links. Rückseite: Standbild in Dordrecht. Literatur: Svarstad 834
- 1860 Bronzemedaille, 64 mm, Medailleur: M. C. de Vries jun. Literatur: Svarstad 833. Vorderseite: ARY SCHEFFER GEB. TE DORDRECHT 17 (sic) FEB. 1795 <> OVERLEDEN TE Argenteuil 15 JUN. 1858. - Büste mit Kragenansatz nach l. Rückseite: Sein Standbild in Dordrecht, Scheffersplein (siehe Bild oben rechts)

## Schüler
- Frédéric-Auguste Bartholdi (1834–1904)